# Yalias
Lo Yalias (anche Gyalias; in greco Γιαλιάς?; Çakıllı Dere o Yalya Deresi in Turco) è con una lunghezza di 88 km il secondo fiume più lungo di Cipro. 

## Geografia
Il fiume, che ha origine nei Monti del Troodos, nel suo corso attraversa la pianura della Messaria sfociando nella baia di Famagosta. La sua profondità arriva fino a 9 metri.
Nel 1952,  sullo Yalias fu costruita la diga di Pano Lythrodonta con una capacità di 32.000 m³ e un'altezza di 10 metri.

## Tradizioni popolari
Ci sono molte tradizioni popolari associate allo Yalias. Nel villaggio di Nisou, nel distretto di Nicosia, si crede che l'insediamento una volta fu diviso in due per essere riunito in un altro punto, dove fu creata un'isola da cui deriva il nome del villaggio. Un'altra tradizione dice che nella zona del villaggio di Assia, i fiumi Pedieos e Yalias erano uniti, e la contessa della zona decise di separarli e portare il letto del fiume vicino al villaggio, nel suo attuale alveo.